# Aeroportul Sacramento Mather
Aeroportul Sacramento Mather (IATA: MHR, ICAO: KMHR, FAA LID: MHR) este un aeroport din California, Statele Unite ale Americii ce deservește zona Sacramento. Aeroportul a fost tranzitat în 2019 de 188 de pasageri. A fost numit după zona deservită.
Situat la o altitudine de 30 m, aeroportul dispune de 2 piste.

## Infrastructură

### Piste
Aeroportul dispune de 2 piste. Pista 04L/22R are suprafața de asfalt și dimensiunile 6.038 picioare × 150 picioare. Pista 04R/22L are dimensiunile 11.301 picioare × 150 picioare. 